# Gran Premio di superbike di Monza 2012
Il Gran Premio di superbike d'Italia 2012 è la quarta prova del mondiale superbike 2012, disputatasi il 6 maggio presso l'autodromo nazionale di Monza; nello stesso fine settimana si è corso il quarto gran premio stagionale del mondiale supersport 2012 e il terzo della Superstock 1000 FIM Cup. Ha registrato nell'unica gara disputata in Superbike la vittoria di Tom Sykes, quella di Jules Cluzel in Supersport e quella di Lorenzo Savadori in Superstock 1000.

## Superbike

### Gara 1
La prima gara, partita sulla distanza di 18 giri, è stata interrotta con la bandiera rossa per l'arrivo della pioggia; in seguito era stata programmata la ripartenza sempre sulla distanza completa, in quanto la sospensione era giunta prima che fosse completato il numero minimo di 3 giri, ma per motivi di sicurezza la corsa è stata poi definitivamente cancellata.

### Gara 2
Gara 2 è partita sulla distanza ridotta a 16 giri, con il giro di ricognizione percorso più volte dai piloti; tuttavia dopo 8 giri la corsa è stata fermata per il ritorno della pioggia e dichiarata conclusa. Non essendo stati coperti i due terzi della distanza di gara, è stata assegnata la metà del punteggio.

#### Arrivati al traguardo
| Pos. | Nº  | Pilota           | Squadra                       | Motocicletta         | Giri | Tempo     | Griglia | Punti |
| ---- | --- | ---------------- | ----------------------------- | -------------------- | ---- | --------- | ------- | ----- |
| 1º   | 66  | Tom Sykes        | Kawasaki Racing               | Kawasaki ZX-10R      | 8    | 14:08.800 | 2º      | 12,5  |
| 2º   | 91  | Leon Haslam      | BMW Motorrad Motorsport       | BMW S1000 RR         | 8    | +9.709    | 13º     | 10    |
| 3º   | 58  | Eugene Laverty   | Aprilia Racing                | Aprilia RSV4 Factory | 8    | +10.119   | 9º      | 8     |
| 4º   | 33  | Marco Melandri   | BMW Motorrad Motorsport       | BMW S1000 RR         | 8    | +10.294   | 3º      | 6,5   |
| 5º   | 3   | Max Biaggi       | Aprilia Racing                | Aprilia RSV4 Factory | 8    | +10.527   | 6º      | 5,5   |
| 6º   | 65  | Jonathan Rea     | Honda World Superbike         | Honda CBR1000RR      | 8    | +10.638   | 5º      | 5     |
| 7º   | 7   | Carlos Checa     | Althea Racing                 | Ducati 1098R         | 8    | +10.899   | 4º      | 4,5   |
| 8º   | 34  | Davide Giugliano | Althea Racing                 | Ducati 1098R         | 8    | +12.195   | 8º      | 4     |
| 9º   | 96  | Jakub Smrž       | Liberty Racing Team Effenbert | Ducati 1098R         | 8    | +13.199   | 7º      | 3,5   |
| 10º  | 86  | Ayrton Badovini  | BMW Motorrad Italia GoldBet   | BMW S1000 RR         | 8    | +19.372   | 12º     | 3     |
| 11º  | 4   | Hiroshi Aoyama   | Honda World Superbike         | Honda CBR1000RR      | 8    | +24.551   | 18º     | 2,5   |
| 12º  | 19  | Chaz Davies      | ParkinGO MTC Racing           | Aprilia RSV4 Factory | 8    | +24.655   | 14º     | 2     |
| 13º  | 121 | Maxime Berger    | Effenbert Liberty Racing      | Ducati 1098R         | 8    | +24.662   | 17º     | 1,5   |
| 14º  | 87  | Lorenzo Zanetti  | PATA Racing                   | Ducati 1098R         | 8    | +24.668   | 15º     | 1     |
| 15º  | 2   | Leon Camier      | Crescent Fixi Suzuki          | Suzuki GSX-R1000     | 8    | +24.810   | 11º     | 0,5   |
| 16º  | 36  | Leandro Mercado  | Team Pedercini                | Kawasaki ZX-10R      | 8    | +24.935   | 19º     |       |
| 17º  | 59  | Niccolò Canepa   | Red Devils Roma               | Ducati 1098R         | 8    | +25.278   | 16º     |       |

#### Non partiti
| Nº  | Pilota           | Squadra                     | Motocicletta     | Griglia |
| --- | ---------------- | --------------------------- | ---------------- | ------- |
| 84  | Michel Fabrizio  | BMW Motorrad Italia GoldBet | BMW S1000 RR     | 10º     |
| 50  | Sylvain Guintoli | Effenbert Liberty Racing    | Ducati 1098R     | 1º      |
| 199 | Sergio Gadea     | Kawasaki Racing             | Kawasaki ZX-10R  | 21º     |
| 18  | Mark Aitchison   | Grillini Progea Superbike   | BMW S1000 RR     | 20º     |
| 21  | John Hopkins     | Crescent Fixi Suzuki        | Suzuki GSX-R1000 |         |
| 44  | David Salom      | Team Pedercini              | Kawasaki ZX-10R  |         |

## Supersport
Fonte

### Arrivati al traguardo
| Pos. | Nº | Pilota             | Squadra                         | Motocicletta        | Giri | Tempo     | Griglia | Punti |
| ---- | -- | ------------------ | ------------------------------- | ------------------- | ---- | --------- | ------- | ----- |
| 1º   | 16 | Jules Cluzel       | PTR Honda                       | Honda CBR600RR      | 16   | 33:08.897 | 10º     | 25    |
| 2º   | 11 | Sam Lowes          | Bogdanka PTR Honda              | Honda CBR600RR      | 16   | +0.312    | 1º      | 20    |
| 3º   | 54 | Kenan Sofuoğlu     | Kawasaki DeltaFin Lorenzini     | Kawasaki ZX-6R      | 16   | +17.369   | 2º      | 16    |
| 4º   | 10 | Imre Tóth          | Racing Team Toth                | Honda CBR600RR      | 16   | +21.528   | 11º     | 13    |
| 5º   | 12 | Stefano Cruciani   | Puccetti Racing Kawasaki Italia | Kawasaki ZX-6R      | 16   | +29.469   | 5º      | 11    |
| 6º   | 25 | Alex Baldolini     | Power Team by Suriano           | Triumph Daytona 675 | 16   | +32.214   | 19º     | 10    |
| 7º   | 55 | Massimo Roccoli    | Bike Service - WTR TEN 10       | Yamaha YZF R6       | 16   | +43.577   | 9º      | 9     |
| 8º   | 8  | Andrea Antonelli   | Team Lorini                     | Honda CBR600RR      | 16   | +43.949   | 16º     | 8     |
| 9º   | 31 | Vittorio Iannuzzo  | Power Team by Suriano           | Triumph Daytona 675 | 16   | +47.455   | 21º     | 7     |
| 10º  | 35 | Raffaele De Rosa   | Team Lorini                     | Honda CBR600RR      | 16   | +47.826   | 22º     | 6     |
| 11º  | 3  | Jed Metcher        | Rivamoto Junior                 | Yamaha YZF R6       | 16   | +50.880   | 27º     | 5     |
| 12º  | 99 | Fabien Foret       | Kawasaki Intermoto Step         | Kawasaki ZX-6R      | 16   | +1:00.681 | 4º      | 4     |
| 13º  | 87 | Luca Marconi       | VFT Racing                      | Yamaha YZF R6       | 16   | +1:01.139 | 13º     | 3     |
| 14º  | 74 | Kieran Clarke      | Bogdanka Honda PTR              | Honda CBR600RR      | 16   | +1:05.160 | 32º     | 2     |
| 15º  | 40 | Martin Jessopp     | Riders PTR Honda                | Honda CBR600RR      | 16   | +1:05.208 | 25º     | 1     |
| 16º  | 22 | Roberto Tamburini  | Team Lorini                     | Honda CBR600RR      | 16   | +1:10.453 | 6º      |       |
| 17º  | 6  | Mirko Giansanti    | Puccetti Racing Kawasaki Italia | Kawasaki ZX-6R      | 16   | +1:16.756 | 18º     |       |
| 18º  | 64 | Joshua Day         | Team GOELEVEN                   | Kawasaki ZX-6R      | 16   | +1:21.270 | 26º     |       |
| 19º  | 88 | Giovanni Altomonte | KUJA Racing                     | Honda CBR600RR      | 16   | +1:28.024 | 33º     |       |
| 20º  | 17 | Roberto Anastasia  | KUJA Racing                     | Honda CBR600RR      | 16   | +1:28.403 | 30º     |       |
| 21º  | 61 | Fabio Menghi       | VFT Racing                      | Yamaha YZF R6       | 16   | +1:48.237 | 14º     |       |
| 22º  | 13 | Dino Lombardi      | PATA by Martini                 | Yamaha YZF R6       | 16   | +1:59.036 | 24º     |       |
| 23º  | 53 | Valentin Debise    | SMS Racing                      | Honda CBR600RR      | 16   | +2:00.983 | 29º     |       |
| 24º  | 27 | Thomas Caiani      | KUJA Racing                     | Honda CBR600RR      | 15   | +1 giro   | 35º     |       |
| 25º  | 33 | Yves Polzer        | MRC Austria                     | Yamaha YZF R6       | 15   | +1 giro   | 31º     |       |
| 26º  | 24 | Eduard Blokhin     | Rivamoto                        | Yamaha YZF R6       | 15   | +1 giro   | 34º     |       |

### Ritirati
| Nº  | Pilota            | Squadra                     | Motocicletta   | Giri | Griglia |
| --- | ----------------- | --------------------------- | -------------- | ---- | ------- |
| 98  | Romain Lanusse    | Kawasaki Intermoto Step     | Kawasaki ZX-6R | 15   | 17º     |
| 23  | Broc Parkes       | Ten Kate Racing Products    | Honda CBR600RR | 13   | 7º      |
| 81  | Cristiano Erbacci | Bike Service - WTR TEN 10   | Yamaha YZF R6  | 8    | 23º     |
| 157 | Ilario Dionisi    | PRORACE                     | Honda CBR600RR | 6    | 20º     |
| 65  | Vladimir Leonov   | Yakhnich Motorsport         | Yamaha YZF R6  | 5    | 15º     |
| 20  | Mathew Scholtz    | Bogdanka PTR Honda          | Honda CBR600RR | 5    | 8º      |
| 38  | Balázs Németh     | Racing Team Toth            | Honda CBR600RR | 5    | 28º     |
| 32  | Sheridan Morais   | Kawasaki DeltaFin Lorenzini | Kawasaki ZX-6R | 3    | 3º      |
| 34  | Ronan Quarmby     | PTR Honda                   | Honda CBR600RR | 1    | 12º     |

### Non qualificato
| Nº | Pilota        | Squadra  | Motocicletta  |
| -- | ------------- | -------- | ------------- |
| 73 | Oleg Pozdneev | Rivamoto | Yamaha YZF R6 |

## Superstock
Fonti

### Arrivati al traguardo
| Pos. | Nº  | Pilota                | Squadra                     | Motocicletta         | Giri | Tempo     | Griglia | Punti |
| ---- | --- | --------------------- | --------------------------- | -------------------- | ---- | --------- | ------- | ----- |
| 1º   | 32  | Lorenzo Savadori      | Barni Racing Team Italia    | Ducati 1199 Panigale | 11   | 21:21.255 | 4º      | 25    |
| 2º   | 71  | Christoffer Bergman   | BWG Racing Kawasaki         | Kawasaki ZX-10R      | 11   | +1.651    | 5º      | 20    |
| 3º   | 47  | Eddi La Marra         | Barni Racing Team Italia    | Ducati 1199 Panigale | 11   | +1.884    | 3º      | 16    |
| 4º   | 15  | Fabio Massei          | EAB Ten Kate Junior         | Honda CBR1000RR      | 11   | +3.071    | 10º     | 13    |
| 5º   | 5   | Marco Bussolotti      | SK Energy Racing            | Ducati 1098R         | 11   | +11.194   | 8º      | 11    |
| 6º   | 40  | Alen Győrfi           | MetalCom-Adrenalin H-Moto   | Honda CBR1000RR      | 11   | +21.378   | 14º     | 10    |
| 7º   | 21  | Markus Reiterberger   | Alpha Racing                | BMW S1000 RR         | 11   | +26.047   | 6º      | 9     |
| 8º   | 14  | Lorenzo Baroni        | BMW Motorrad Italia GoldBet | BMW S1000 RR         | 11   | +30.259   | 2º      | 8     |
| 9º   | 11  | Jérémy Guarnoni       | Team Pedercini              | Kawasaki ZX-10R      | 11   | +31.224   | 9º      | 7     |
| 10º  | 44  | Federico Dittadi      | Team Riviera                | Aprilia RSV4 APRC    | 11   | +51.230   | 12º     | 6     |
| 11º  | 22  | Matteo Gabrielli      | Racing Team Gabrielli       | Aprilia RSV4 APRC    | 11   | +57.305   | 13º     | 5     |
| 12º  | 55  | Tomáš Svitok          | SK Energy Racing            | Ducati 1098R         | 11   | +1:01.806 | 16º     | 4     |
| 13º  | 93  | Matthieu Lussiana     | Team ASPI                   | Kawasaki ZX-10R      | 11   | +1:01.972 | 7º      | 3     |
| 14º  | 39  | Randy Pagaud          | Team OGP                    | Kawasaki ZX-10R      | 11   | +1:14.045 | 19º     | 2     |
| 15º  | 30  | Bogdan Vrajitoru      | CSM Bucharest               | Kawasaki ZX-10R      | 11   | +1:22.095 | 25º     | 1     |
| 16º  | 36  | Philippe Thiriet      | Brazil by ASPI              | Kawasaki ZX-10R      | 11   | +2:01.823 | 20º     |       |
| 17º  | 88  | Massimo Parziani      | M.V. Racing                 | Aprilia RSV4 APRC    | 10   | +1 giro   | 18º     |       |
| 18º  | 61  | Alexey Ivanov         | DMC Racing                  | Ducati 1199 Panigale | 10   | +1 giro   | 24º     |       |
| 19º  | 155 | Tiago Dias            | Team Dias                   | Kawasaki ZX-10R      | 10   | +1 giro   | 22º     |       |
| 20º  | 17  | Danilo Lewis da Silva | Brazil by ASPI              | Kawasaki ZX-10R      | 10   | +1 giro   | 23º     |       |

### Ritirati
| Nº | Pilota              | Squadra                     | Motocicletta      | Giri | Griglia |
| -- | ------------------- | --------------------------- | ----------------- | ---- | ------- |
| 41 | Tommaso Gabrielli   | Racing Team Gabrielli       | Aprilia RSV4 APRC | 10   | 21º     |
| 20 | Sylvain Barrier     | BMW Motorrad Italia GoldBet | BMW S1000 RR      | 8    | 1º      |
| 37 | Andrzej Chmielewski | Red Devils Roma             | Ducati 1098R      | 7    | 17º     |
| 65 | Loris Baz           | MRS                         | Kawasaki ZX-10R   | 4    | 11º     |
| 69 | Ondřej Ježek        | SK Energy Racing            | Ducati 1098R      | 1    | 15º     |

### Non partito
| Nº | Pilota        | Squadra        | Motocicletta    |
| -- | ------------- | -------------- | --------------- |
| 67 | Bryan Staring | Team Pedercini | Kawasaki ZX-10R |